# 松本素生
松本 素生（まつもと そう、1978年12月22日 - ）は、日本のシンガーソングライター、音楽家、ボーカリスト、ギタリスト、作詞家、作曲家、DJ、ナレーター。日本のロックバンドGOING UNDER GROUNDのメンバー（担当はボーカル・ギター）。埼玉県桶川市出身、血液型A型。同バンドの楽曲の多くを作詞・作曲するほか、他のミュージシャンへの楽曲提供も行っている。2009年夏より「SxOxU（ソウ）」名義、「松本素生」名義でソロ活動も行っている。

## 来歴
2001年、GOING UNDER GROUNDのメンバー（ボーカル・ギター）としてシングル『グラフティー』でビクターエンタテインメントよりデビュー。同バンドのメインソングライターとして活動。
2009年に11月にソロプロジェクトとしてSxOxU名義でポニーキャニオンからシングル『Funny Sunny Day』をリリースし、ソロデビュー。
2010年3月には松本素生名義で同じくポニーキャニオンからミニアルバム『素生』をリリースし、シンガーソングライターとしてもデビュー。
2024年にはウエノコウジとのユニットマツモトソウとウエノコウジとしてライブツアー「スケアクロウ」を行うなど、バンドの活動と並行し、DJ活動や他ミュージシャンのライブへのゲストボーカル参加、ユニット活動などを行っている。

## 人物
父は陶芸家、祖父は画家。幼少期を京都で過ごし、父が陶芸の窯を置ける場所を探していたため親戚の伝手で桶川の寺に移り住んだ。両親は2018年に京都府南丹市に移住してカフェを営んでおり、松本が同カフェでライブを行うことがある。
字を書くなどの作業は左利きだが、ギターは右利き用を使用している。
小学5年生の時、父親から誕生日・クリスマスプレゼントとしてTHE BLUE HEARTSの『TRAIN-TRAIN』のカセットテープをもらって以来のTHE BLUE HEARTSのファンであり、このことが音楽を始めるきっかけとなった。
GOING UNDER GROUNDのメンバーのうち中澤寛規、石原聡、伊藤洋一の3人は桶川市立加納中学校の同級生。河野丈洋とは高校進学後に中澤を介して知り合う。
中学1年生の時、クラスメイトだった中澤と永井真理子のCDの貸し借りをきっかけに交友関係が生まれ、その後、松本の影響で中澤がTHE BLUE HEARTSのファンになったことがバンド誕生の原点となった。
既婚であり、2子がいる。

## ディスコグラフィー

### SxOxU名義

#### シングル
|     | 発売日         | タイトル        | 規格品番                                                                   | 備考                          |
| --- | -------------- | --------------- | -------------------------------------------------------------------------- | ----------------------------- |
| 1st | 2009年11月11日 | Funny Sunny Day | PCCA-70264（SxOxU English Version） PCCA-70265（REBORN! Japanese Version） | オリコン最高32位、登場回数7回 |

#### アルバム
|     | 発売日        | タイトル | 規格品番   | 備考              |
| --- | ------------- | -------- | ---------- | ----------------- |
| 1st | 2009年12月2日 | SxOxU    | PCCA-03039 | オリコン最高143位 |

### 松本素生名義

#### MIX CD
|     | 発売日        | タイトル       | 規格品番   | 備考         |
| --- | ------------- | -------------- | ---------- | ------------ |
| 1st | 2009年9月30日 | ROCK THE MIX 2 | VICL-63399 | オリコン圏外 |

#### ミニ・アルバム
|     | 発売日         | タイトル | 規格品番   | 備考              |
| --- | -------------- | -------- | ---------- | ----------------- |
| 1st | 2010年03月17日 | 素生     | PCCA-03135 | オリコン最高137位 |

### 参加作品
| 発売日         | タイトル                                                                | 規格品番    | 収録曲                                                               |
| -------------- | ----------------------------------------------------------------------- | ----------- | -------------------------------------------------------------------- |
| 2008年6月25日  | 栗コーダーカルテット & 松本素生『サヨナラのおまじない』                 | GNCL-0034   | 1.サヨナラのおまじない                                               |
| 2008年10月22日 | N.G.THREE『Lo Fidelity People Are Coming Back!!!』                      | FLOWER097   | 3.Town Called Malice ※コーラス参加                                   |
| 2008年11月5日  | 栗コーダーカルテット 『遠くの友達』                                     | GNCL-1163   | 14.サヨナラのおまじない                                              |
| 2008年12月3日  | Blue Smith『オルガンLOVE』                                              | CCRK-0001   | 3.ONE feat. 松本素生 & 河野丈洋 from GOING UNDER GROUND              |
| 2009年4月22日  | 栗コーダーカルテット『夏から秋へ渡る橋』                                | GNCL-1204   | 6.サヨナラのおまじない 7.TWISTER                                     |
| 2013年8月21日  | 『2355 0655 ソングBest!』                                               | COCX-38178  | 3.おれ、ねこ 8.これを知ってるといばれるの唄 「これから注目の首都編」 |
| 2013年11月13日 | 末光篤『Colors of Concerto 色彩協奏曲』                                 | CRESC-006   | 9.世界を変えるピアノが歌う feat.松本素生                             |
| 2016年11月27日 | 『2355 0655 ソングBest! 明日がくるのをお知らせします』                  | COZX-1132   | 4.わが輩は、犬                                                       |
| 2017年12月7日  | 橋口靖正『春色の君はかわいい/『 −5』 〜Tribute to Yasumasa Hashiguchi』 | LMCL-002    | 9.シンクロナイズドテレパシー                                         |
| 2018年6月20日  | THE BASSONS『かっこいい音楽が聴ける盤』                                 | B07CJ41KLG  | 7.骨折り feat.松本素生                                               |
| 2019年3月27日  | 古市コータロー『東京』                                                  | COZP-1531-2 | 特典DVD「Brilliant Days」ナレーション                                |

## その他の参加作品
- Eテレ『Eテレ0655&2355』

「おれ、ねこ」
「わが輩は、犬」
「これを知ってるといばれるの唄（これから注目の首都編）」
「これを知ってるといばれるの唄（難読漢字編）」
「ねこの写真、誠にありがとうの歌」
「犬の写真、誠にありがとうの歌」
いずれも番組内使用楽曲の歌唱を担当。
- 東京都美術館「BENTO おべんとう展―食べる・集う・つながるデザイン」（2018年）

テーマソング「おべんとうDAYS」を制作。
- 映画『STAND STRONG』（監督・菊池久志／2020年公開）

サウンドトラック制作の一部を担当。

## 主な楽曲提供
記載のないものは作詞・作曲を担当。
- KinKi Kids 「ダイヤモンド・ストーリー」（作詞・2005年）
- THE COLLECTORS 「19」（2006年）
- MEG 「DAWN」[26]（2006年）
- 松たか子 「春風スクランブル」（2007年）
- 中村雅俊 「コスモス」「旅のしおり」[27]（2007年）
- 藤井フミヤ 「ケモノ マイハート」（2008年）
- メロン記念日 「メロンティー」（中澤と共作）（2009年）
- V6「WALK」（作詞・2011年）
- ミドリカワ書房 「魔法にかけて!」 ｢また明日｣ [28]（いずれも作曲・2011年）
- ベイビーレイズ 「涙の名前」（2014年）
- 古市コータロー 「nasty」[29]（2014年）
- amiinA 「Jubilee」[30]（2018年）
- ジョナゴールド 「ユキノアト」[31]（2024年）
- ハンバーグ師匠（井戸田潤） 「ワンプレート」（作曲）※未音源化

## タイアップ
- サヨナラのおまじない（栗コーダーカルテット＆松本素生 名義）

NHKアニメ『アリソンとリリア』エンディングテーマ
- Funny Sunny Day (Japanese Ver.)（SxOxU 名義）

テレビ東京系アニメ『家庭教師ヒットマンREBORN!』オープニングテーマ（2009年10月10日 - 2010年3月27日）
- 2030

冬のグリコポッキー × スペースシャワーTV コラボCMソング（2010年）

## ミュージック・ビデオ
| 名義     | 監督     | 曲名                       |
| SxOxU    | 橋向治海 | 「Funny Sunny Day」        |
| SxOxU    | 池田一真 | 「Don't want to be alone」 |
| 松本素生 | 多田卓也 | 「2030」                   |

## 出演

### テレビ
- Oxala!（スペースシャワーTV、2006年4月5日 - 2007年3月末　毎週水曜日 18:30-20:00）
10-FEETのTAKUMAと共にVJとして出演。
- オンガク開放区（テレビ神奈川、2011 - 2013年）
メインMCとして出演。

### ラジオ
- PLATOn（J-WAVE、2008 - 2010年） - 名越康文とともに定期的に出演。
- FM ROCK KIDS PART 1（AIR-G' 2006年7月1日 - 2006年9月）
- TR2（J-WAVE、2005年4月5日 - 2005年9月27日）
火曜日パーソナリティを担当。番組終了後2007年初頭まではポッドキャストを利用して「松本素生の元TR2」が配信されていたが、2010年現在は更新が停止している。
- MUSIC FREAKS（FM802、2002年10月 - 2003年9月）
175RのSHOGOと隔週でパーソナリティを担当。

### インターネット配信
- 加藤ひさしのコロムビア大行進（LINE LIVE[注 2]、2015年 - 不定期配信）
THE COLLECTORSの加藤ひさしと共に司会を担当。
- SPEAKEASY QUATTRO（CLUB QUATTRO official YouTube、2022年 - 不定期配信）
THE COLLECTORSの古市コータロー、ウエノコウジ、古市健太と共に出演。

### 雑誌
- BRIDGE ・ROCKIN'ON JAPAN - コラム「コモン駒沢グラフティー」不定期連載（2001年 - 2004年5月号）[注 3]。

### 映画
- Abed〜二十歳の恋（2010年） - 見知らぬ男（第2話）、八田（第5話）